# ケネス・バルガス
- ケネト・バルガス

ケネス・ヘラルド・バルガス・バルガス（Kenneth Gerardo Vargas Vargas, 2002年4月17日 - ）は、コスタリカ・サンホセ州サンホセ出身のサッカー選手。スコティッシュ・プレミアシップ・ハート・オブ・ミドロシアンFC所属。ポジションはFW。

## クラブ経歴
2021年にCSエレディアーノのトップチーム昇格が決まったと共にムニシパル・グレシアへのローン移籍。3月4日のサントス・デ・グアピレスFC戦でプロデビュー。2021-22シーズンに17試合3ゴールを記録していたところで、2022年1月にCSエレディアーノに復帰。2022-23シーズンは10ゴールを決めた。
2023年8月17日、ハート・オブ・ミドロシアンFCへの買い取りオプション付きの1年間のローン移籍が決定。加入後先発に定着。2024年3月には完全移籍が決まり、新たに5年契約を結んだ。

## 代表歴
プロデビューした2021年に、早くもコスタリカ代表に招集。2023年9月13日のUAE戦で代表デビュー。2024年にはコパ・アメリカ2024の代表にも選出された。